# گمینا کووباسکووو
گمینا کووباسکووو (به لهستانی:  Gmina Kołbaskowo) یک گمینا در لهستان است که در شهرستان پلیس واقع شده‌است. گمینا کووباسکووو ۱۰۵٫۴۰ کیلومتر مربع مساحت و ۸٬۸۳۵ نفر جمعیت دارد.